# پائولا هیتلر
پائولا هیتلر (۲۱ ژانویه – ۱۸۹۶–۱ ژوئن ۱۹۶۰) خواهر آدولف هیتلر و فرزند آخر آلویس هیتلر و سومین زنش کلارا هیتلر بود.
پائولا در ۲۱ ژانویه ۱۸۹۶ در فیشلام در امپراتوری اتریش-مجارستان به دنیا آمد.
پس از الحاق اتریش به آلمان در ماه مارس سال ۱۹۳۸، پائولا پس از سال‌ها با برادرش آدولف هیتلر در هتل ایمپریال شهر وین ملاقات کرد. به نقل از خاطرات هاینتس لینگه، پیشکار هیتلر که خود در این مکان حضور داشت، این جلسه به صورت «صمیمانه و گرم» صورت گرفت و پائولا از دیدار برادرش «بسیار هیجان‌زده شده بود» و «سر از پا نمی‌شناخت». به گفته لینگه، هیتلر هنگام خداحافظی، پاکتی حاوی ۱۰۰۰ مارک که از پول شخصی خود بود به پائولا داد.
پائولا هرگز ازدواج نکرد و فرزندی نداشت.